# Oswaldo Carrión
Luis Oswaldo Carrión Gaona (Lima, 31 de mayo de 1980) es un exfutbolista peruano que jugaba como delantero y su último equipo fue Barsbütteler SV de la Sexta División de Alemania. Destacó en Universitario de Deportes de la Primera División del Perú. Tiene 44 años.

## Trayectoria
"Polvorita" Carrión se inicia en la "U de América" para luego pasar al primer equipo de Universitario de Deportes dirigido por Osvaldo Piazza, en 1998.

## Selección nacional
En 1999 es convocado para jugar por la selección de fútbol del Perú en la categoría Sub-20.

## Clubes
| Club                      | País     | Año         |
| ------------------------- | -------- | ----------- |
| Universitario de Deportes | Perú     | 1998 - 1999 |
| América Cochahuayco       | Perú     | 2000        |
| Deportivo Wanka           | Perú     | 2001        |
| Juan Aurich               | Perú     | 2002        |
| SC Vorwärts Billstedt     | Alemania | 2003-2005   |
| Universitario de Deportes | Perú     | 2005        |
| Deportivo Municipal       | Perú     | 2006        |
| América Cochahuayco       | Perú     | 2006        |
| SC Vorwärts Billstedt     | Alemania | 2007-2009   |
| USC Paloma Hamburg        | Alemania | 2009-2011   |
| Hamm United               | Alemania | 2011-2012   |
| Barsbütteler SV           | Alemania | 2013 - 2016 |

## Palmarés

### Campeonatos nacionales
| Título                    | Club                      | País | Año  |
| ------------------------- | ------------------------- | ---- | ---- |
| Primera División del Perú | Universitario de Deportes | Perú | 1998 |
| Primera División del Perú | Universitario de Deportes | Perú | 1999 |